# Китаб футух ал-булдан
«Кита́б футу́х ал-булда́н» (араб. كتاب فتوح البلدان‎, «Книга завоеваний стран») — историческое произведение Абу-ль-Аббаса Ахмада аль-Балазури. Полная версия книги утрачена, до наших дней сохранился укороченный вариант, составленный самим автором.
Труд аль-Балазури (ок. 820—892) является представителем жанра исторической литературы под названием кутуб ал-магази (араб. كتب المغازي‎), то есть «книги о походах». Но от более ранних книг «Футух ал-булдан» отличается широтой охвата и большей систематичностью. Главы книги составлены по географическому принципу — каждому региону посвящена отдельная глава с изложением исторических событий в хронологическом порядке.
В «Китаб футух ал-булдан» приводятся сведения об арабских походах в Хорасан и Мавераннахр, об истории Арабского халифата, его экономике, культуре, вооружённых силах, торговых отношениях, налоговой системе. Особую ценность представляют данные о борьбе тюргешей против арабов, походах арабского предводителя Кутейбы ибн Муслима в Шаш и Испиджаб, а также о средневековом Туркестанском крае.
Источники, на которых основывался аль-Балазури, в большинстве своём неизвестны, а у рассказов отсутствуют иснады — цепи передатчиков информации. Даже если иснады и присутствуют, то поданы они в укороченном виде. Однако данные особенности книги не повредили репутации аль-Балазури как надёжного и достойного доверия историка. Поздние историки широко использовали его труд в своих произведениях. Например, Якут аль-Хамави в своём географическом словаре «Муджам ал-булдан» использовал полную версию «Футух ал-булдан», которая не сохранилась до наших дней.